# Nearco (pintor)
Nearco (en griego antiguo: Νέαρχος) fue un alfarero ático y pintor de vasos del estilo de figuras negras, activo en el barrio del Cerámico de Atenas, entre circa 570-555 a. C. Se conservan ocho ejemplares con su firma que indican que fue un ceramógrafo ateniense.

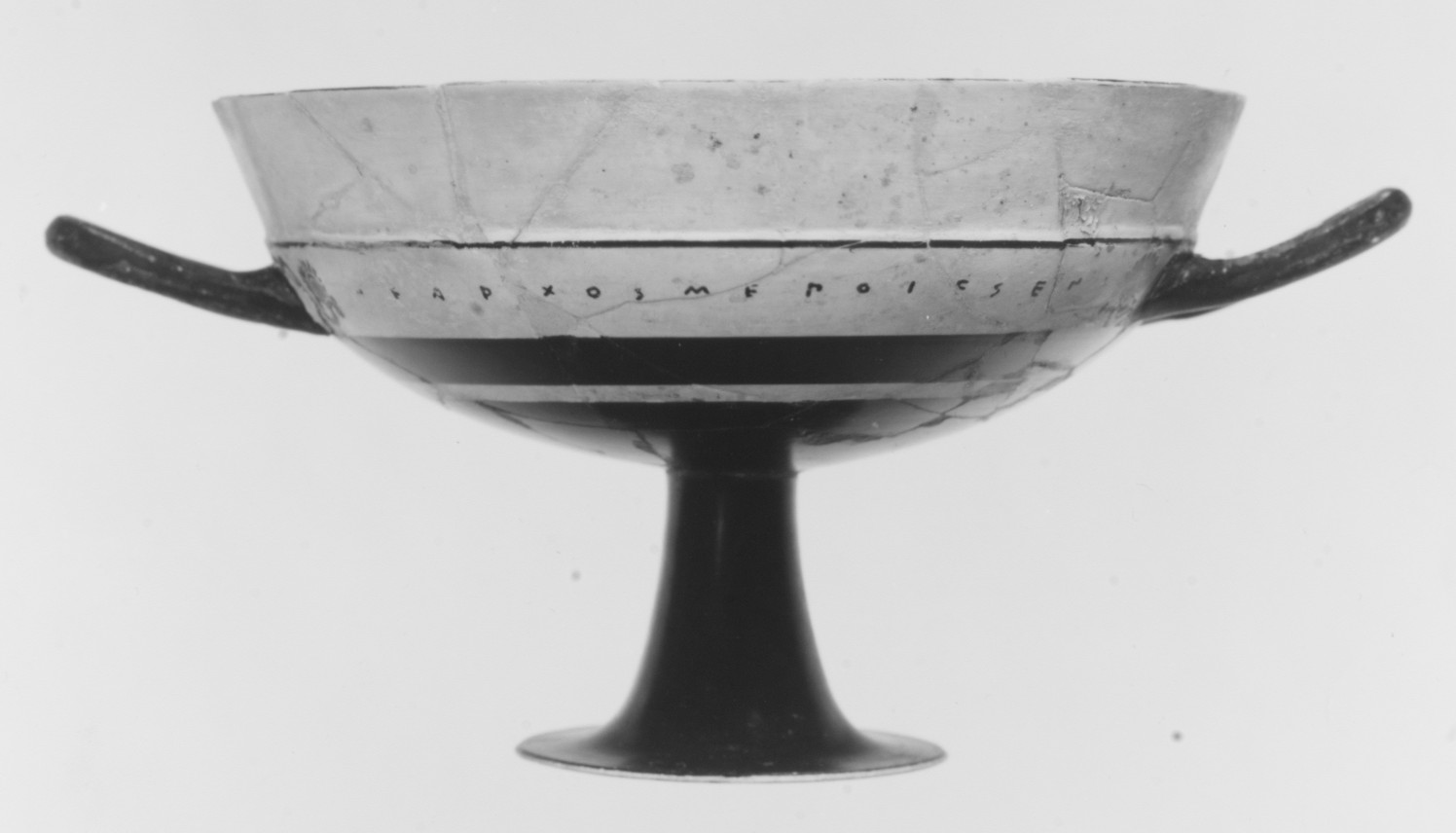
Copa de labios. Hacia 560–550 a.C.

Contemporáneo de Clitias, no obstante su particular tendencia a la minuciosidad y a la precisión en el detalle, Nearco prefería las grandes dimensiones y la monumentalidad del estilo representativo que caracterizó la obra de Exequias en el tercer cuarto del siglo VI a. C. Su actividad prefiguró la de sus hijos Tlesón y Ergoteles, que firmaron sobre todo pequeños kílices en el estilo de las llamadas copas del pequeño maestro, del cual Tlesón fue uno de los máximos exponentes. 
Por algunos aspectos estilísticos, especialmente la precisión de su dibujo, se le relaciona con el Pintor de la Acrópolis 606. A diferencia de sus contemporáneos, logró obras con un sorprendente sentido de la dignidad, comparables a las pintadas mucho más tarde por Exequias. También introdujo algunas innovaciones, tales como el intento de hacer que el cuerpo de un caballo resaltara con  pintura blanca. No todos sus experimentos pueden considerarse exitosos.

## Obras firmadas
Las dos obras más notables de Nearco son dos cántaros en estado fragmentario exhibidos en Museo de la Acrópolis de Atenas (Museo Nacional. núms. inv. Acr 611 y 612), y el aríbalo globular expuesto en el Museo Metropolitano de Arte de Nueva York (Metropolitan Museum, n.º inv. 26.49). Este cántaro es especialmente llamativo, probablemente porque fue hecho y pintado por él. Además, los kantharoi eran una de sus formas favoritas, en las que aparece su firma de alfarero y pintor.  El kántharos Acr. 612 muestra una Gigantomaquia, tema común en el segundo cuarto del siglo VI a. C., mientras que el cántaros Acr. 611 representa el primer ejemplo ático de un tema que ser convertiría en recurrente en la segunda mitad del siglo, la representación de Aquiles en su  carro de guerra sujetando los caballos con las riendas; tema del que el único antecedente que se conoce es la escena representada en un aríbalo protocorintio que se conserva en Berlín (Museo de Pérgamo, n.º inv. 3319). La novedad del tema, sin embargo, no es la única peculiaridad de esta obra, de hecho, se anticipa en gran medida esa tendencia a evocar una atmósfera emotiva que será plenamente desarrollada por Exequias y que determinará lo característico del arte griego arcaico, con su esquema de patrones y convenciones, constituyendo la apertura al primera período del arte clásico o estilo severo. En los fragmentos del cántaro que se conserva, el nombre de Aquiles, el de dos caballos y la firma de Nearco, se encuentran en el espacio entre la figura de Aquiles y el caballo que tiene bocado: «Nearchosmegraphsen ka[poiesen]». El diseño de la escena fue trazado en marrón, pero también hay trazos de un dibujo preparatorio realizado mediante incisión y que incluye la disposición de las inscripciones.

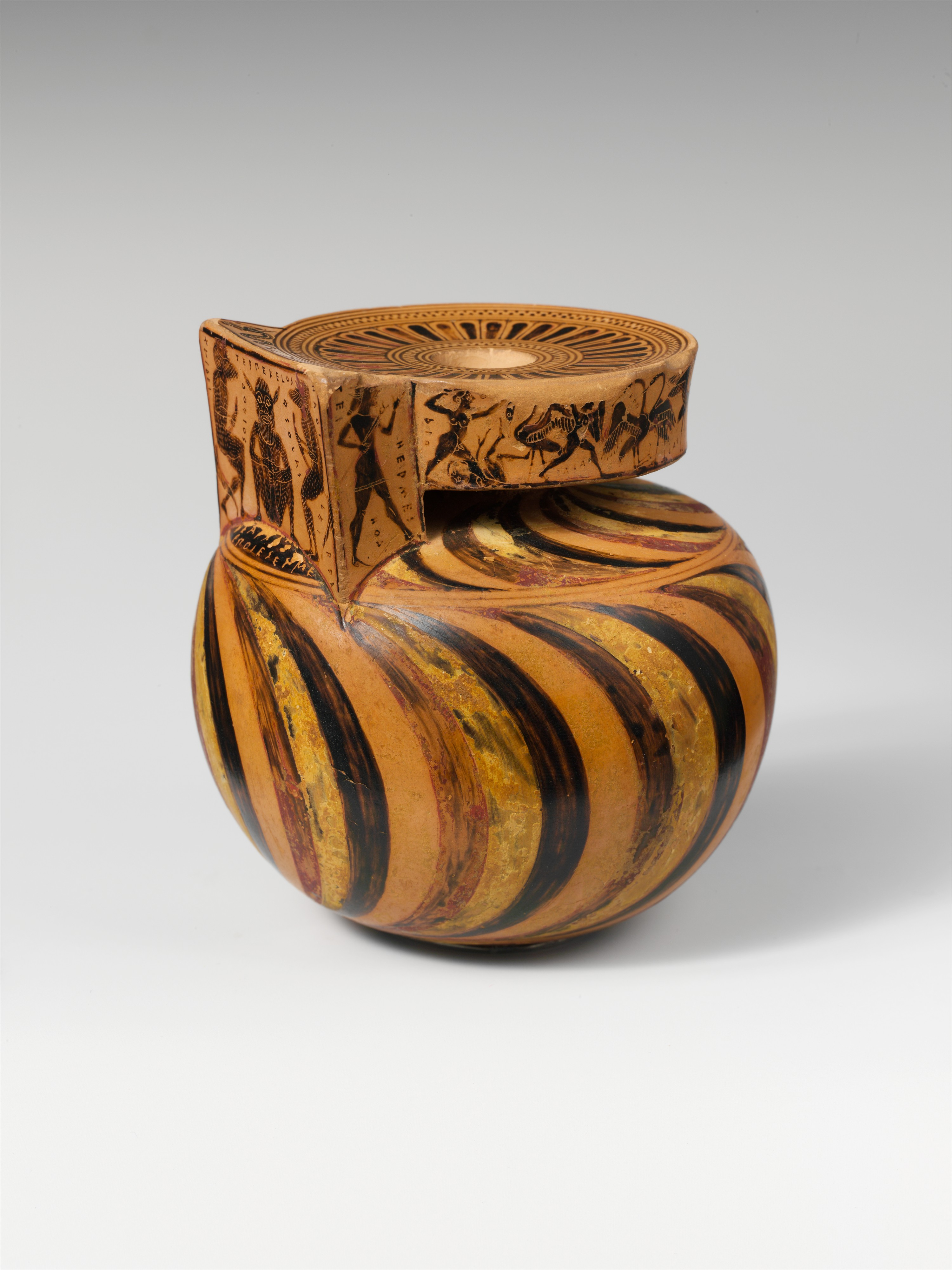

El vaso, que ejemplifica su maestría artística es un aríbalo de estilo corintio, el aríbalo de Nueva York, con una altura de 7,8 cm, demuestra la capacidad miniaturista de Nearco. Sorprende que la pieza no alcance los 8 cm de altura y el friso solo cubra una fracción de su superficie. Reproduce la escena grotesca de la guerra entre pigmeos y grullas a lo largo del borde, la misma representada por Clitias en el Vaso François, pero aquí está ejecutada en el friso alrededor de la boca y tiene cerca de 1 cm de alto. En las asas están representados Perseo y Hermes como figuras individuales, un grupo obsceno de tres sátiros obscenos y dos tritones. El cuerpo globular del aríbalo está decorado con franjas horizontales de color rojo, alternando el blanco y el negro, lo que acentúa la curvatura de la superficie. La firma de Nearco figura solo como alfarero, la pintura se ha atribuido a su estilo.
Las rayas blancas en el cuerpo globular del aríbalo de Nueva York casi se han perdido, y no son muy legibles las bandas decorativas que están por encima y por debajo de la escena principal del khántaros Acr. 611. De hecho, es uno de los primeros ejemplos de la técnica de fondo blanco, que se extenderá en el período de la cerámica de figuras rojas: las bandas alternantes de rojo y negro estaban pintadas sobre una base blanca que no ha resistido el paso del tiempo, en cambio, el blanco de los caballos sobre un fondo negro deja visible una espesa línea de contorno que realza y separa las figuras.